# Barisal
Pronunciação
Barisal é uma cidade de Bangladesh, capital da divisão de Barisal. Barisal está situada no delta do rio Ganges. Sua área é de 58 km2.

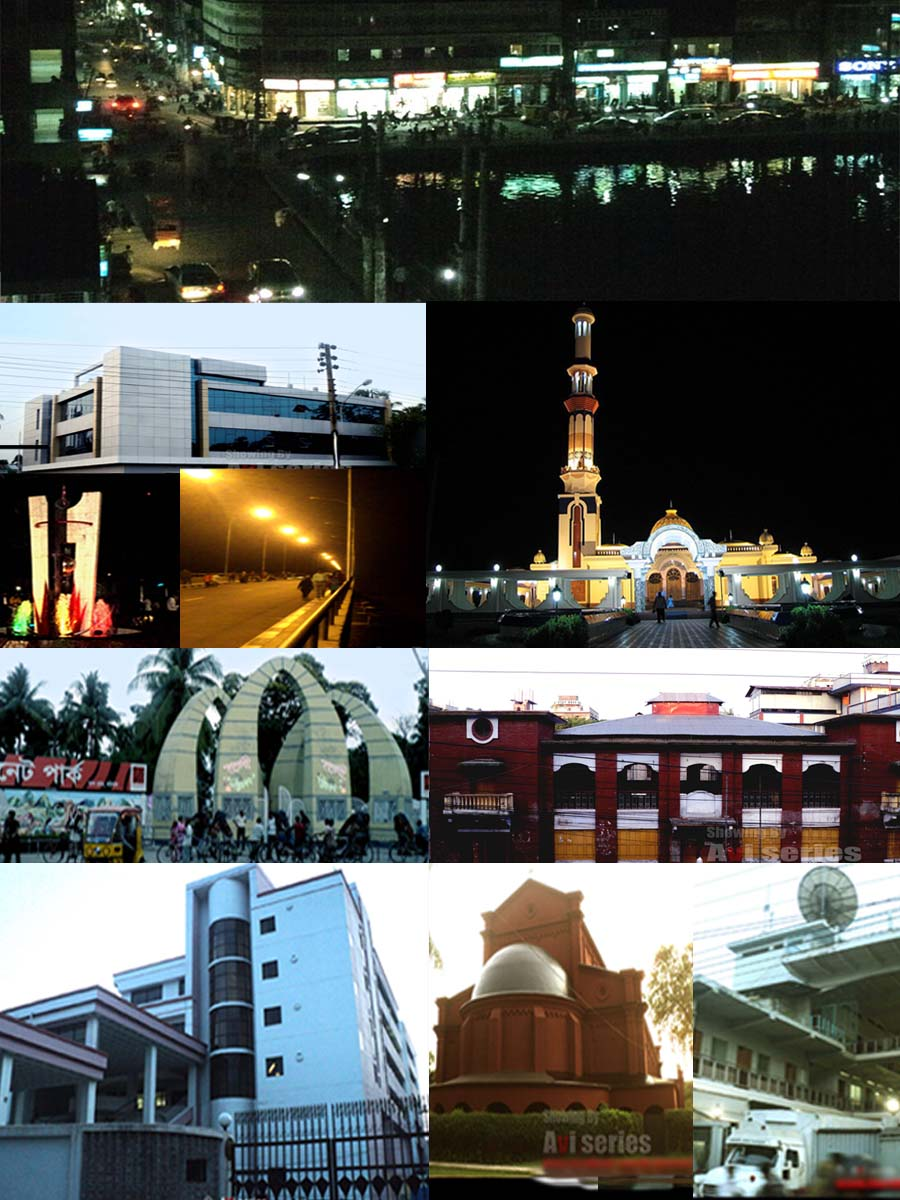
Prefeitura de Barisal